# Giovanni Battista Spinelli
Giovanni Battista Spinelli (Chieti, 1613 – Ortona, 1658) est un peintre italien baroque qui a été influencé par le maniérisme nordique et a fait partie de l'école napolitaine.

## Biographie
Giovanni Battista Spinelli, appartient à une riche famille bergamasque dont le père, Sante Spinelli, marchand de grains, est originaire de Chieti. Sa sœur Catherine épousa le baron Louis de Pizzis d'Ortona.
Le Spinello est connu comme artiste dans toutes les Abruzzes. À Ortona, l'église de la Sainte-Trinité  conserve le Couronnement de Marie et d'autres œuvres, réalisées vers 1630. D'autres peintures plus tardives sont exposées dans les églises d'Ortona, Chieti et Penne.
Autour de 1630, Spinelli a déménagé à Naples et a rencontré Giovan Battista Caracciolo et Massimo Stanzione, ce dernier est considéré par Bernardo De Dominici comme le dernier de ses élèves. Grâce à ces deux artistes napolitains, il a acquis une conception différente de la composition, tout en conservant son indépendance chromatique.
Récemment, grâce aux études et analyses de Roberto Longhi, Walter Vitztuhm et Nicola Spinosa, après avoir été pendant des siècles ignorés par les critiques, Spinelli a été redécouvert comme artiste éminent du XVIIe siècle napolitain. Un groupe de dessins, en grande partie conservés musée des Offices à Florence, prouve  son intérêt pour le maniérisme international, en particulier pour les gravures de Callot et de Bellange. Il a également été influencé par l'étude des nordiques, de Lucas van Leyden à Hendrick Goltzius et de  Jacob Matham à Heinrich Aldegrever. Il est reconnu pour ses qualités de dessinateur, mais surtout pour les caractéristiques physiques et la physionomie de ses figures. Son activité de peintre est moins connue, difficile à dater, et ses œuvres, destinées à une clientèle privée, sont de qualité inégale.
Beaucoup de ses œuvres se trouvent à Castellammare di Stabia et dans les églises et collections privées de Naples. Deux grandes compositions sont conservées au  musée des Offices à Florence, le Triomphe de David  et  David apaisant Saül. À citer également le Saint Étienne d'une collection privée à Florence, un tableau à l'hôpital Santa Maria del Popolo aux Incurables et L'Adoration des bergers de la National Gallery à Londres.
Selon De Dominici, Spinelli est mort à Ortona le 20 novembre 1647, à l'âge d'environ 50 ans, mais selon les dernières études, il était encore en vie en 1658.

## Œuvres
- David apaisant de sa harpe les angoisses de Saül, v. 1630, huile sur toile, 253 × 309 cm,  musée des Offices, Florence[3]